# Толерантность к нереалистическому опыту
Толерантность к нереалистическому опыту (англ. Tolerance to unrealistic experiences) — когнитивный стиль, характеризующий насколько легко принимаются факты, противоречащие знаниям и навыкам человека.
Люди с высокой толерантностью к нереалистическому опыту люди склонны оценивать новый опыт по фактическим характеристикам, не применяя формулировки «обычный», «ожидаемый», «известный». Такие люди способны принять для себя факты, не укладывающиеся в их текущую картину мира. Лица с низкой толерантностью склонны отвергать опыт, данные которого противоречат их исходным знаниям, для них свойственно действовать уже проверенным способом, а в ситуации неопределённости задавать много уточняющих вопросов.
Различные авторы по-разному описывают данный стиль, в том числе это проявляется и в методах диагностики: некоторые считают целесообразным использовать для его диагностики метод словесной интерференции Струпа, другие же определяют его уровень с помощью опросника на принятие многозначных, «открытых» ситуаций. В связи с этим существует более широкое понятие данного когнитивного стиля, которое сводится к индивидуальным различиям, характеризующим то, как протекает интеллектуальная деятельность в условиях, противоречащих имеющемуся опыту.

## История изучения
Сотрудники Менингерской клиники американские психологи Р. Гарднер, Ф. Хольцман, Дж. Клейн и другие, работавшие в психоаналитической традиции, выделили когнитивные контроли, определив их как посредников между потребностно-аффективными состояниями и внешними воздействиями. Когнитивные контроли сдерживают аффективно-потребностные побуждения и координируют, находят баланс между возможностями индивида и требованиями ситуации, что в совокупности позволяет индивидуальному поведению стать адаптивным. В то же время, когнитивные контроли следует отличать от психологических защит, которые тоже, по сути, выполняют адаптивную функцию. Но, в отличие от них, когнитивные контроли не связаны с конфликтом, это индивидуальные стандарты адекватного познания для каждой конкретной личности. Всего было выделено 6 когнитивных контролей (в современной психологии вместо термина «когнитивный контроль» употребляется термин «когнитивный стиль»):
- Широта/узость категорий;
- Широкий/узкий диапазон эквивалентности;
- Сглаживание/заострение;
- Ригидный/гибкий контроль;
- Фокусирующий/сканирующий контроль;
- Толерантность к нереалистическому опыту (рассматриваемый в данной статье);

Низкая толерантность к нереалистическому опыту также является характеристикой закрытого разума и представляет собой симптом высокого уровня тревоги.

## Методы диагностики толерантности к нереалистическому опыту

### Методика «Кажущееся движение»[6]
Испытуемым предъявляются два кадра, отображающие последовательные фазы движения лошади. В качестве инструкции говорится, что эти кадры будут чередоваться, при том скорость чередования будет постепенно увеличиваться, так что испытуемый будет воспринимать движение, хотя на самом деле его нет (испытуемый знает, что будет подвергнут иллюзии, нереалистическому опыту).
На первом этапе скорость чередования маленькая и испытуемый видит два последовательно сменяющих друг друга изображения. Затем, на втором этапе, скорость чередования возрастает достаточно сильно для того, чтобы испытуемый видел одну движущуюся фигуру. И, наконец, на третьем этапе, когда скорость чередования становится слишком большой, испытуемый видит две одновременно мелькающие фигуры.
В данном эксперименте испытуемый был поставлен перед противоречием между знанием о том, что на самом деле движения нет, и опытом восприятия движения, вызванного иллюзией. Чем в большей степени испытуемый может «отстраниться» от инструкции, тем быстрее заканчивается первый этап (испытуемый быстрее запускает в сознание эффект движения), дольше длится второй этап, и тем позже начинается третий этап (испытуемый в меньшей степени торопиться отказаться от факта движения)-тем больше толерантность к нереалистическому опыту. И, соответственно, наоборот: если испытуемый привержен знанию, полученному из инструкции, то он позже завершит первый этап, согласившись с началом движения, и раньше перейдёт от кажущегося движения к третьему этапу-двум одновременно мелькающим фигурам. В таком случае можно говорить о низкой толерантности к нереалистическому опыту.

### Методика Роршаха
Тест Роршаха — психодиагностическая проективная методика, которая заключается в предъявлении испытуемому симметричных относительно вертикальной оси пятен, чтобы испытуемый называл любое возникающее в голове слово, образ или идею в ответ на эти стимулы.
Если ответы испытуемого построены в основном на ясных, прямых деталях пятна, его легко выделяемой форме, практически без какой-либо ассоциативной обработки информации, полученной от стимула, то это показатель низкой толерантности к нереалистическому опыту. И, соответственно, наоборот: чем меньше испытуемый при ответе опирается на очевидные, безусловные, неопровержимые признаки «кляксы», чем больше он использует ассоциации, тем больше преобладает толерантность к нереалистическому опыту.

### Методика использования анизейконических линз
Анизейконические линзы увеличивают или уменьшают объекты, воспринимаемые глазом. Однако испытуемые с разной скоростью обнаруживали эти искажения: некоторые фиксировали их сразу после наложения линз, а кто-то не сообщал об искажениях даже через несколько минут.
Человеку с низкой толерантностью к нереалистическому опыту дискомфортно в таких линзах, вследствие чего включаются механизмы перцептивной защиты: предпочтение монокулярных сигналов бинокулярным, фокусировка внимания на знакомых объектах. Таким образом, чем ниже у человека показатели толерантности к нереалистическому опыту, тем выше:
1. Время опознания искажений;
2. Величина фиксируемых субъективных искажений.

Для толерантных нереалистическому опыту людей действует обратная тенденция: время опознания искажений уменьшается, как и сама величина фиксируемых субъективных искажений.

## Результаты современных исследований
- Толерантность к нереалистическому опыту обычно проявляется в комплексе с узким диапазон эквивалентности, стереотипным решением проблем, рефлексивностью и с абстрактной и конкретной концептуализацией (англ. Authentic Cognitive Complex, отражающий тип интеллектуального поведения). В то время как низкая толерантность к нереалистическому опыту проявляется в составе когнитивно-личностного невротического комплекса (англ. Cognitive-Personality Neurotic Complex) вместе с невротизмом[7];
- Люди, у которых преобладает толерантность к нереалистическому опыту, редко используют непродуктивные стили совладания[8];
- Толерантность к нереалистическому опыту является одним из показателей когнитивного критерия креативной компетентности (толерантный нереалистическому опыту человек способен принимать оригинальные решения, открыт новому опыту и способен идти на компромиссы)[9];
- Выявлены достоверные отрицательные связи концептуальных способностей и низкой толерантности к нереалистическому опыту[10];
- В процессе профессионального развития в области психологического консультирования возрастает в том числе толерантность к нереалистическому опыту[11];